# Hypernauts – The Space Rangers
Hypernauts – The Space Rangers (im Original Hypernauts) ist eine für das Kinderfernsehen konzipierte US-amerikanische Science-Fiction-Fernsehserie aus dem Jahr 1996.

## Handlung
Die Hypernauts sind drei Kadetten der Academy of Galactic Exploration: Ricardo „Sharkey“ Alvarez, Russell „Ace“ Antonov und Noriko „Max“ Matsuda. Durch einen Unfall werden sie in einen weit entfernten Teil der Milchstraße verschlagen. Dort treffen sie auf eine kriegerische Macht, genannt Triad, die Zivilisationen vernichtet und die Rohstoffe ihrer Planeten nutzt, um neue Kriegsschiffe zu bauen. Bei ihrer ersten Begegnung mit diesem unerwarteten Gegner erhalten die Hypernauts Hilfe von einer Außerirdischen namens Kulai, die sich ihnen daraufhin anschließt. Später entdecken die Hypernauts in einem Asteroidenfeld die Star Ranger, ein verschollenes irdisches Forschungsraumschiff, das ihnen fortan als Basis dient. Eine Rückkehr zur Erde ist zunächst nicht möglich, da die Triad den Kurs des Schiffes verfolgen und damit die Position der Erde herausfinden könnte. So müssen die Hypernauts den Kampf gegen die Triad zunächst allein aufnehmen und einen Weg finden, die Erde unbemerkt zu warnen.

## Figuren
Sharkey
Ricardo „Sharkey“ Alvarez (gespielt von Marc Brandon Daniel) ist Ingenieur und Computertechniker. Als er noch ein Kind war, wurde er in einen Unfall verwickelt, bei dem er verletzt und seine Eltern getötet wurden. Seitdem leidet er an Klaustrophobie.
Ace
Russell „Ace“ Antonov (gespielt von Glenn Herman) ist Pilot und steuert das Shuttle der Hypernauts, die Flapjack.
Max
Noriko „Max“ Matsuda (gespielt von Heidi Lucas) ist Medizinerin. Sie entstammt einer Isolationisten-Bewegung, der Caduceus Enclave und hat sich der Academy of Galactic Exploration gegen den Wunsch ihrer Familie angeschlossen.
Kulai
Kulai (gespielt von Carrie Dobro) ist eine Außerirdische vom Planeten Pyrus. Sie ist die letzte spirituelle Führerin (Chalim) ihres Volkes.
Paiyin
Paiyin (gespielt von Ron Campbell) ist der Gegenspieler der Hypernauts. Er stammt wie Kulai vom Planeten Pyrus. Er hat sein Volk an die Triad verraten und dient diesen nun.
Horten
Horten (gesprochen von Lewis Arquette) ist die künstliche Intelligenz des Raumschiffs Star Ranger.
Gloose
Gloose ist ein dreibeiniges außerirdisches Tier, das von den Hypernauts vor der Triad gerettet und fortan als Haustier gehalten wird. Die Figur ist vollständig computeranimiert.

## Produktion
Es wurde eine Staffel mit 13 Folgen produziert. Von diesen wurden aber nur die ersten acht im amerikanischen Fernsehen ausgestrahlt. Später wurde die komplette Serie in mehreren Ländern als dreiteilige VHS-Box veröffentlicht. In Deutschland erschien sie unter dem Titel Hypernauts – The Space Rangers, in Japan unter dem Titel Voyager. Eine Ausstrahlung im deutschsprachigen Fernsehen erfolgte bislang nicht.
Die Serie diente als Proof of Concept für die verstärkte Nutzung von CGI für visuelle Effekte. Diese wurden von Ron Thorntons Firma Foundation Imaging erstellt, die bereits seit 1993 die CGI-Effekte für die Science-Fiction-Serie Babylon 5 erstellte. Auch weitere Personen aus dem Produktionsteam von Babylon 5 wirkten an Hypernauts mit, etwa der Komponist Christopher Franke. Die Serienschöpferin Christy Marx hatte zuvor das Drehbuch für eine Babylon 5-Episode geschrieben. Ron Campbell spielte zwischen 1996 und 1998 mehrere Nebenrollen in Babylon 5 und Carrie Dobro spielte 1999 eine Hauptrolle in den Babylon 5-Spin-off Crusade.

## Rezeption
Scott D. Pierce von Deseret News lobte beim Start der Serie die hochwertigen CGI-Animationen und das Make-up, bemängelte aber Defizite beim Schauspiel und fehlenden Humor. Jennifer Mangan von der Chicago Tribune nannte die Serie eine Mischung aus Star Wars und den Mighty Morphin Power Rangers.
Der Filmdienst urteilte: „Eine mühsam in die Länge gestreckte Miniserie, die völlig spannungslos einen idiotischen Inhalt herunterspult. Handwerkliches Unvermögen, unsäglich schlechte Tricktechnik und der völlige Mangel an Selbstironie erinnern an Science-Fiction-Filme der 50er-Jahre, die freilich mehr Charme besaßen.“

## Episodenliste
| Nr. (ges.) | Nr. (St.) | Deutscher Titel | Originaltitel           | Erstausstrahlung USA | Deutschsprachige Erstausstrahlung (D) | Regie                   | Drehbuch                               |
| ---------- | --------- | --------------- | ----------------------- | -------------------- | ------------------------------------- | ----------------------- | -------------------------------------- |
| 1          | 1         | –               | First Contact           | 1. März 1996         | –                                     | Leslie B. Hill          | Christy Marx                           |
| 2          | 2         | –               | The Star Ranger         | 9. März 1996         | –                                     | Jim Johnston            | Christy Marx                           |
| 3          | 3         | –               | Icebound                | 9. März 1996         | –                                     | Janet Greek             | Katherine Lawrence                     |
| 4          | 4         | –               | Battle at Vekara        | 16. März 1996        | –                                     | Jon Kroll               | Larry DiTillio                         |
| 5          | 5         | –               | Cloudholm               | 23. März 1996        | –                                     | Jon Kroll               | Richard Mueller                        |
| 6          | 6         | –               | A Walk in the Garden    | 30. März 1996        | –                                     | Leslie B. Hill          | Len Wein                               |
| 7          | 7         | –               | Into the Dark So Deep   | 6. Apr. 1996         | –                                     | Ron Thornton            | J. Larry Carroll, David Bennett Carren |
| 8          | 8         | –               | Gone to Meet the Maker  | 13. Apr. 1996        | –                                     | Adam Weissman           | J. Larry Carroll, David Bennett Carren |
| 9          | 9         | –               | Reunion                 | –                    | –                                     | Christen Harty Schaefer | D.C. Fontana                           |
| 10         | 10        | –               | Hole in the Sky         | –                    | –                                     | Jon Kroll               | Larry DiTillio                         |
| 11         | 11        | –               | New Alliances           | –                    | –                                     | Jon Kroll               | Katherine Lawrence                     |
| 12         | 12        | –               | The Challenge: Part One | –                    | –                                     | Adam Weissman           | Christy Marx                           |
| 13         | 13        | –               | The Challenge: Part Two | –                    | –                                     | John Vulich             | Christy Marx                           |